# Tumin
Tumin (tiếng Ả Rập: تومين, cũng đánh vần Toumine) là một ngôi làng ở phía tây bắc Syria, một phần hành chính của Tỉnh Hama, phía tây nam Hama. Các địa phương lân cận bao gồm Deir al-Fardis ở phía tây bắc, Kafr Buhum ở phía bắc, al-Rastan ở phía nam và Houla ở phía tây nam. Theo Cục Thống kê Trung ương (CBS), Tumin có dân số 2.129 trong cuộc điều tra dân số năm 2004. Cư dân của nó chủ yếu là Kitô hữu Chính thống Hy Lạp.